# 송림초등학교 (경기)
송림초등학교는 대한민국 경기도 수원시에 있는 공립 초등학교이다.

## 학교 연혁
- 1999년 9월 1일: 개교

## 참고 자료
- 송림초등학교 - 한국교육학술정보원 학교알리미

## 근접한 건물
- 스타필드 수원
- 화서역
- 명인중학교